# 布勒特尼耶尔 (汝拉省)
布勒特尼耶尔（法語：Bretenières，法語發音：[bʁətnjɛʁ]）是法国汝拉省的一个市镇，位于该省北部，属于多勒区。

## 地理
布勒特尼耶尔（46°55'7"N, 5°32'32"E）面积4.11 平方千米，位于法国勃艮第-弗朗什-孔泰大區汝拉省，该省份为法国东部内陆省份，北起上索恩省，西北接科多尔省，西临索恩-卢瓦尔省，南至安省，东与杜省和瑞士接壤。
与布勒特尼耶尔接壤的市镇（或旧市镇、城区）包括：塞利涅、比耶夫莫兰、塔斯尼耶尔、维莱莱布瓦。

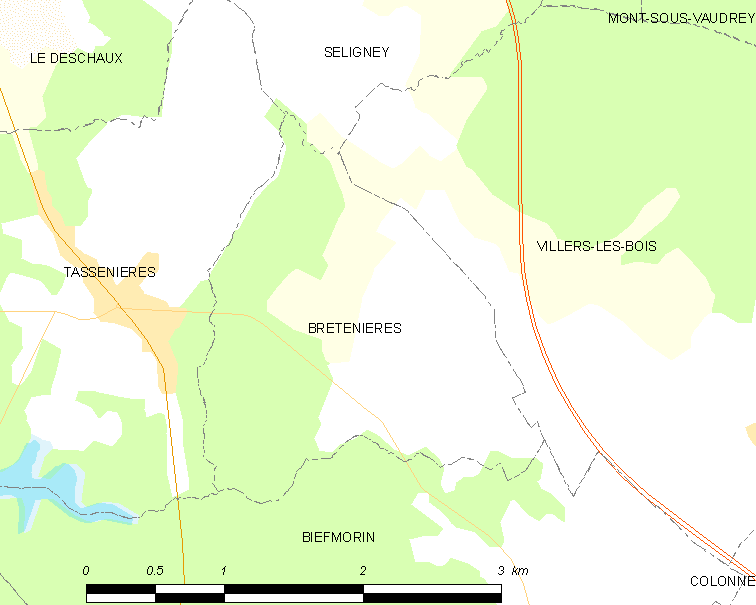
的OSM定位图

布勒特尼耶尔的时区为UTC+01:00、UTC+02:00（夏令时）。

## 行政
布勒特尼耶尔的邮政编码为39120，INSEE市镇编码为39077。

## 政治
布勒特尼耶尔所属的省级选区为塔沃县。

## 人口

1962-2008年间人口变化图示

布勒特尼耶尔于2022年1月1日时的人口数量为44人。